# Rozgrzewka

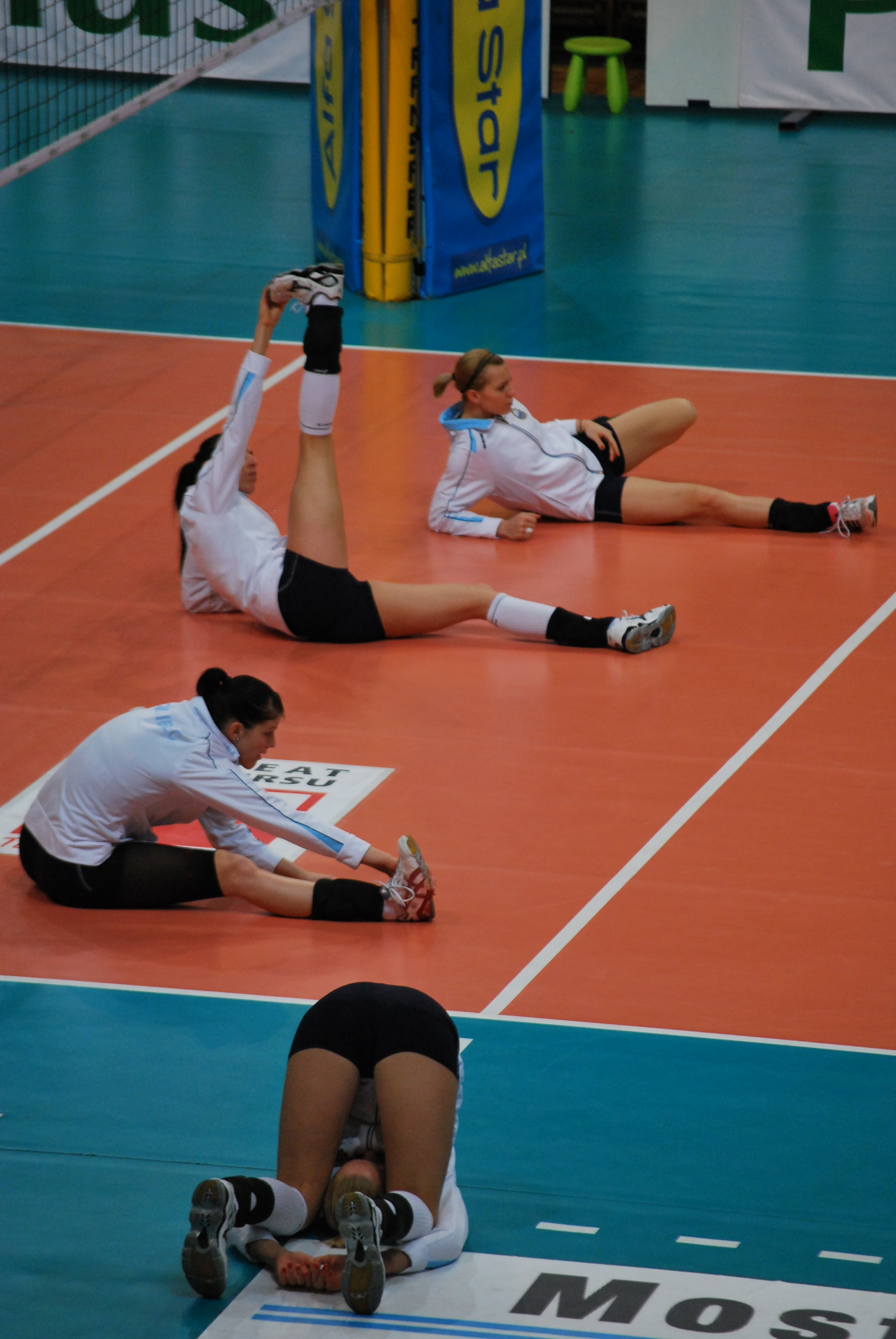
Rozciąganie przed meczem siatkówki

Rozgrzewka – seria prostych ćwiczeń fizycznych o narastającej intensywności służąca rozgrzaniu i uelastycznieniu mięśni i przygotowaniu organizmu do wysiłku. Pomaga ona przy pracach związanych z użytkiem mięśni oraz jej celem jest ochrona przed kontuzjami i zwiększenie wydolności.